# Harald Giersing
Harald Giersing, född 24 april 1881 i Köpenhamn, död 15 januari 1927, var en dansk målare, tecknare och grafiker.
Giersing fick konstnärlig utbildning på Kunstnernes Frie Studieskoler i Köpenhamn, med Kristian Zahrtmann som lärare.
Giersing visade stort intresse för färg- och formproblem och gav under sin senare utveckling starkt modernistiska lösningar samt anses som den danska expressionismens föregångsman. Redan i hans tidigaste arbeten, som ett porträtt av fadern målat 1907 (i Statens Museum for Kunst), och landskap och figurkompositioner, finner man fin färgsyn och monumental anläggning. Giersings måleri genomgick senare en allt starkare strävan efter förenkling; ett gott exempel på hans senare måleri är Flicka med sömnad.
Giersing är representerad vid bland annat Statens Museum for Kunst,
ARoS Aarhus Kunstmuseum, KUNSTEN Museum of Modern Art Aalborg, Fuglsang Kunstmuseum, Randers Kunstmuseum, Nationalmuseum, Moderna museet, Göteborgs konstmuseum, Malmö konstmuseum och Nasjonalmuseet.